# Strada statale 84 Frentana
La strada statale 84 Frentana (SS 84) è una strada statale e regionale italiana.

## Il tragitto
Il suo percorso è interamente circoscritto nell'ambito della regione Abruzzo, nato dal vecchio tracciato della Strada nazionale 76 Frentana: parte dalla S.S. 17 Appulo-Sannitica, nel territorio di Roccaraso al km 136,200; attraversati gli Altipiani maggiori d'Abruzzo con a sud-est i Monti Pizzi, passato il valico della Forchetta, percorre la valle dell'Aventino, sul versante meridionale della Maiella; dopo 47 km, presso Casoli, si dirama nella S.S. 81 Piceno-Aprutina e, dopo altri 7 km (tratta ancora rientrante nella gestione dell'ANAS), arriva nei pressi dello svincolo della S.S. 652 "Fondovalle Sangro", vicino Selva di Altino. Da qui prosegue attraversando i territori di Casoli quindi Sant'Eusanio del Sangro, Castel Frentano, Lanciano, Treglio e San Vito Chietino, fino alla SS 16 Adriatica.
Attraversa i comuni di Roccaraso, Rivisondoli, Pescocostanzo, Palena, Lama dei Peligni, Taranta Peligna, Civitella Messer Raimondo, Gessopalena, Casoli, Altino, Sant'Eusanio del Sangro, Castel Frentano, Lanciano, Treglio, San Vito Chietino.